# Мадам де Севинье
Мари де Рабютен-Шанталь, маркиза де Севинье́ (фр. Marie de Rabutin-Chantal, marquise de Sévigné; 5 февраля 1626, Париж — 17 апреля 1696, Гриньян, Прованс) — французская писательница, автор «Писем» — самого знаменитого в истории французской литературы эпистолярия. В её честь назван кратер Севинье на Венере.

## Биография
Отец мадам де Севинье, Сельс-Бенинь де Рабютен-Шанталь, погиб в бою (1627).
Воспитывалась дедом, а затем его братом. Благодаря своим учителям — Жану Шаплену и Жилю Менажу — прекрасно владела итальянским языком, в меньшей степени — латынью и испанским. В 1644 году вышла замуж за маркиза Анри де Севинье (1623—1651). Брак был несчастливым. Её супруг был неравнодушен к прекрасному полу и изменял ей направо и налево. В 1651 году он был убит на дуэли из-за любовницы, мадам де Гондрана, оставив молодую вдову с двумя детьми — сыном и дочерью. После гибели мужа мадам де Севинье посвятила себя воспитанию детей. Жила преимущественно в Париже, общалась с мадам де Лафайет, Франсуа де Ларошфуко, кардиналом де Рецем, мадемуазель де Монпансье. С 1677 года жила в парижском отеле Карнавале. Зимой 1695—1696 годов находилась в замке своей дочери мадам де Гриньян; здесь и скончалась. Похоронена в храме Гриньяна. Во время Великой французской революции могила была вскрыта, останки уничтожены. Её череп был распилен пополам с тем, чтобы сравнить его с анатомическими особенностями обычных людей.

## «Письма»
Мадам де Севинье очень болезненно переносила разлуку с дочерью (та, выйдя замуж, перебралась в Прованс) и на протяжении почти тридцати лет вела с ней переписку (три-четыре письма в неделю). Кроме того, среди её адресатов — Менаж, её родственник Бюсси-Рабютен, её близкий друг Арно де Помпонн. Бюсси-Рабютен включил несколько её писем в собственные мемуары (1696). Первое отдельное издание писем вышло в 1726. В 1754 г. вышла большая подборка из 772 писем. На сегодняшний день известно 1120 писем мадам де Севинье, авторство части из которых сомнительно (оригиналы сохранились лишь в незначительной степени). В письмах проявилась высокая начитанность автора — мадам де Севинье знала произведения Рабле и Монтеня, Мадлен де Скюдери и Ла Кальпренеда, пьесы Корнеля и Расина, исторические сочинения Тацита, книги итальянских писателей (Ариосто и Тассо) и французских богословов.
Письма разнообразны по содержанию и интонации: иногда они напоминают светскую и, шире, газетную хронику; из них можно узнать о процессе Николя Фуке, о смерти Франсуа Вателя, о женитьбе герцога Лозена. Стиль писем временами связан с прециозностью и галантной традицией, но он отражает также влияние картезианства и янсенизма. Глубокий психологизм писем мадам де Севинье созвучен главному произведению её подруги мадам де Лафайет — «Принцессе Клевской».
По случаю 300-летия смерти мадам де Севинье в 1996 г. во Франции была учреждена Премия Севинье за лучшую публикацию ранее не изданных писем.
В России в 1820—1830-х годах была популярна женская причёска с длинными локонами по сторонам и гладко на пробор причёсанными волосами на темени, которая в честь писательницы называлась «севиньё».
Мадам де Севинье является автором известного афоризма, который позже использовали Генрих Гейне и Бернард Шоу

Чем больше я познаю людей, тем больше люблю собак— мадам де Севинье